# 娄际成
娄际成（1934年—），北京人，中国话剧演员，1956年毕业于中央戏剧学院华东分校（今上海戏剧学院）表演系，曾三度获得白玉兰奖。其子是著名导演娄烨。